# 1804年8月5日日食
1804年8月5日日食为一次在协调世界时1804年8月5日出現的日全食。該次日食食分為1.0144，食甚維持1分20秒。

## 概述
這次日食的食分是1.0144，全食維持1分20秒。

## 基本參數
- 類型：日全食
- 食甚資料：
  - 日期：1804年8月5日
  - 時間：15時57分13秒
  - 地點：29S 77W
  - 食分：1.0144
  - 日全食持續時間：1分20秒

## 外部連結
- NASA日食專頁（页面存档备份，存于）（英文）